# Coach Carter
 Coach Carter és una pel·lícula de Thomas Carter estrenada el 2005. La pel·lícula és basada en una història verdadera, la de Ken Carter, entrenador de bàsquet a l'institut de Richmond (Califòrnia, Estats Units). Aquest entrenador havia aconseguit els titulars dels diaris locals el 1999 després d'haver dirigit una sèrie de partits sense derrota tot superant els seus predecessors en resultats acadèmics per als seus jugadors.

## Argument
Ken Carter va acceptar el treball com a entrenador de la seva antiga escola Richmond High School, després d'haver sigut el millor de l'equip. S'assabenta que els membres de l'equip són grollers i no tenen respecte i els fa firmar contractes individuals donant-los instruccions perquè assisteixin a classe. Però,Timo Cruz, un dels jugadors, es nega a firmar i abandona l'equip. No obstant això, Carter continua entrenant l'equip imposant una estricta disciplina i els permet guanyar el seu primer partit. Més tard, el fill de l'entrenador (Damien) s'uneix a l'equip després d'abandonar l'escola privada de San Francisco.
Kenyon Stone, s'esforça per arribar a un acord amb la seva xicota, però s'acaba separant, ja que no creia ser capaç de jugar a bàsquet, estudiar per la universitat i ser pare al mateix temps. Cruz intenta tornar a l'equip després de veure'ls el seu últim partit, però Carter li diu que si vol tornar ha de fer 2.500 flexions i 1000 "suïcidis". Tot i que ho intenta amb totes les seves forces, no ho aconsegueix, però els seus companys l'ajuden a completar-ho, finalment entra, guanyen un torneig i els conviden a una festa. Quan l'entrenador se n'assabenta, els va a buscar i quan torna a la seva oficina s'adona que els jugadors han estat faltant a classe. Com a conseqüència, clausura el gimnàs i suspèn els entrenaments, fins que l'equip millori les seves qualificacions. Això provoca la indignació dels jugadors, que li exigeixen a Carter que acabi amb la clausura. Cruz deixa l'equip i torna a vendre drogues amb el seu cosí només per presenciar com el maten. Desconsolat i confós, acudeix a casa de l'entrenador que l'admet a l'equip.
El consell escolar s'enfronta a Carter perquè li vol donar al seu equip l'oportunitat i l'opció que puguin estudiar perquè no recorrin a la delinqüència. La junta i la presidenta vota per acabar amb la censura.
Finalment, Carter renuncia, però l'equip continua estudiant en el gimnàs sense ganes de jugar a bàsquet. Cruz revela la seva por més gran que és no poder complir el seu potencial. Al final, els jugadors milloren les seves notes i se'ls permet jugar un altre cop. Kenyon es reuneix amb Kyra que va avortar. L'equip juga en els play-offs de l'escola contra Saint-Francis, un dels millors equips de l'estat. Perden, però estan orgullosos i diuen que el Jason, Damien, Cruz i Kenyon s'han graduat.

## Repartiment
- Samuel L. Jackson: Coach Ken Carter
- Robert Ri'chard: Damien Carter
- Rob Brown: Kenyon Stone
- Debbi Morgan: Tonya
- Ashanti: Kyra
- Rick Gonzalez: Timo Cruz
- Antwon Tanner: Worm
- Nana Gbewonyo: Junior Battle
- Channing Tatum: Jason Lyle
- Texas Battle: Maddox
- Adrienne Bailon: Dominique

## Rebuda
- "Una premissa curiosa (...) que no dona per a una gran producció de 30 milions de dòlars i dues hores i cambra de metratge! Així es van succeint tots els tòpics."[1]
- "Petita i llarguíssima epopeia (...) el film se segueix sense despentinar-se i amb el beneplàcit que solem donar a les històries de superació esportiu-personal. (...)[2]
- "Un aconseguit i entretingut biopic (...) Gràcies principalment al seu actor principal, aquest nou alumne d'un gènere bastant freqüentat mereix posar-se dels primers de la classe"[3]